# Marcell Siahaan
Marcellius Kirana Hamonangan Siahaan (Bandung, Java Occidental, 21 de septiembre de 1977), conocido artísticamente como Marcell Siahaan. Es un músico, cantante y actor indonesio. Marcell tiene ascendencia de las regiones indonesias de Batak, Java y Ambon, él se hizo cuando acompañó a dúo a la cantante Shanty, cuando ambos interpretaron el tema musical titulado "Just Praise". Marcell es esposo de la ex Miss Universo de las finalistas de Singapur de 2001, la actriz y presentadora, Rima Melati Adams, de nacionalidad británica, ambos residen en Singapur.

## Álbumes
- Marcell (2003)
- Marcell Repack (2004)
- Denganmu (2006)
- Hidup (2008)

### Presentaciones
- Peraih penghargaan 6th AMI-Sharp Awards dalam kategori Lagu Rekaman Terbaik untuk lagu 'Hanya Memuji'.
- Peraih penghargaan AMI Awards dalam kategori Best New Male Artist.
- Peraih penghargaan Anugerah Planet Muzik dalam kategori Best Male Performance.
- Peraih penghargaan RMA (Radio Music Awards) dari MRA Group dalam kategori Best Male Act.
- Nominator Piala Vidia 2005 sebagai Aktor Pria Terbaik dalam sinetron 'Kapan Kita Pacaran Lagi'.